# Benjamin Redzic
Benjamin Redzic (* 12. März 1999) ist ein österreichischer Fußballspieler.

## Karriere
Redzic begann seine Karriere bei Hellas Kagran. Zur Saison 2010/11 wechselte er zur SV Donau Wien. Im Jänner 2014 wechselte er zum 1. Simmeringer SC. Im Jänner 2015 kehrte er zu Donau Wien zurück. Sein Debüt für die erste Mannschaft von Donau in der Wiener Stadtliga gab er im März 2015, als er am 18. Spieltag der Saison 2014/15 gegen den Favoritner AC in der Halbzeitpause für Edmir Hamidović eingewechselt wurde. Zu Saisonende musste er mit Donau als Tabellenletzter aus der Stadtliga absteigen. In der Saison 2015/16 absolvierte er 28 Spiele in der 2. Stadtliga und erzielte dabei zehn Tore. In der Hinrunde der Saison 2016/17 erzielte er elf Tore in 15 Spielen.
Im Jänner 2017 wechselte er zum Regionalligisten ASK Ebreichsdorf. Im März 2017 debütierte er in der Regionalliga, als er am 17. Spieltag der Saison 2016/17 gegen den Wiener Sportklub in der 76. Minute für Dominik Höfel eingewechselt wurde. Bis Saisonende absolvierte er elf Spiele in der Regionalliga, in denen er ohne Torerfolg blieb. Sein erstes Tor in der Regionalliga erzielte er bei einem 3:0-Sieg gegen die SV Schwechat im August 2017. In der Saison 2017/18 absolvierte er 28 Regionalligaspiele, in denen er vier Tore erzielte. In der Saison 2018/19 kam er zu 27 Einsätzen, dabei erzielte er zehn Tore.
Zur Saison 2019/20 wechselte er zum Zweitligisten SV Horn. Sein Debüt in der 2. Liga gab er im Juli 2019, als er am ersten Spieltag jener Saison gegen die Zweitmannschaft des FK Austria Wien in der 83. Minute für Mario Stefel eingewechselt wurde.
Zur Saison 2021/22 wechselte Redzic zum Regionalligisten Wiener Sport-Club. Für den WSC kam er zu acht Regionalligaeinsätzen, in denen er drei Tore erzielte. Zur Saison 2022/23 wechselte er innerhalb der Liga zum ASV Draßburg. Nach der Saison 2022/23 verließ er die Burgenländer ohne Ligaeinsatz.
Nach eineinhalb Jahren ohne Klub wechselte Redzic im Jänner 2025 zum viertklassigen FC Stadlau.